# 用戶頁

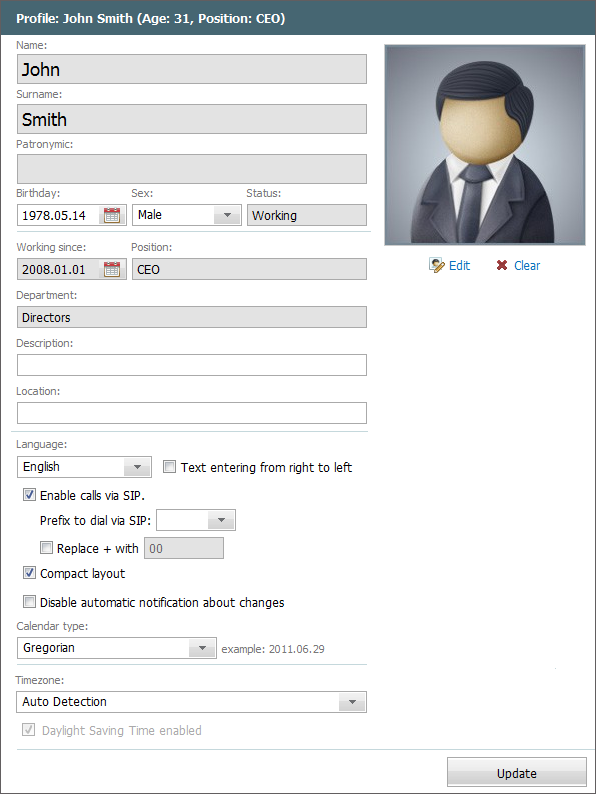
用戶頁

用戶頁是網站上專門設立的用來展示用户信息的頁面。用戶頁上可以看到用戶的姓名、年龄、肖像以及教育背景、掌握的知识、具有的專業能力，不過這些都是用戶自願填寫，有些用戶可能不會去填寫這種資料。 Facebook、Instagram 和領英等社群媒體网站上都有用戶頁。 